# Mia Khalifa Is Cumming for Dinner
Mia Khalifa Is Cumming for Dinner ist ein US-amerikanischer Pornofilm aus dem Jahr 2014.

## Handlung
Die muslimische Khalifa wird von ihrem Freund Lawless auf dem Motorrad heimgebracht, trägt dabei aber kein Kopftuch. Vor dem Haus zieht sie sich eines an und küsst ihren Freund, was ihre Stiefmutter Vega beobachtet. Diese stürmt daraufhin nach draußen, trennt die beiden und schreit Khalifa an, was sie sich dabei denke. Sie gibt Lawless die Anweisung, fortzugehen, Khalifa besteht aber darauf, dass er mit ins Haus komme. Dort redet Vega erneut auf Khalifa ein, wobei Khalifa sagt, dass sie beabsichtige, Lawless zu ehelichen. 
In einem ungestörten Moment redet Vega mit Lawless und fragt ihn nach seinen Absichten und ob er treu sei und bleibe. Als Lawless sagt, dass er ihre Tochter liebe und treu sei, fragt ihn Vega, ob er nicht mal mit ihr fremdgehen wolle, und zeigt ihm ihre Brüste. Dieser ist daraufhin erstaunt, und Vega fasst ihm in den Schritt. Sie beginnen mit Petting, das von beiden jedoch kurz darauf abgebrochen und als Moment der Schwäche abgetan wird. 
Lawless möchte daraufhin das Haus verlassen, wird jedoch von Khalifa davon abgehalten, und die drei essen gemeinsam. Erregt von der vorangegangenen Situation, lässt Vega beim Essen Besteck unter den Esstisch fallen und übt Oralverkehr mit Lawless aus. Khalifa erwischt die beiden jedoch dabei und schreit ihre Stiefmutter an, wobei sie Besitzansprüche auf Lawless erhebt. Vega hält dagegen, dass Lawless selber entscheiden kann, wen er wolle. Beide Frauen beschließen daraufhin, sich um ihn zu streiten, indem sie Lawless abwechselnd sexuell beglücken. Dieser entscheidet sich am Ende für Vega, woraufhin Khalifa ihre Stiefmutter anschreit, sie könne ihn haben, und dann wütend aus dem Zimmer geht.

## Hintergrund
- Der Film wurde am 28. Oktober 2014 gedreht und am 14. November 2014 veröffentlicht.[1]

- Nach Veröffentlichung des Films erhielt Mia Khalifa Morddrohungen,[2] gleichzeitig gilt er als verantwortlich für ihren Durchbruch und ihre große Bekanntheit.[3] Auf pornografischen Websites gehört der Film zu einem der meistgesehenen.[4][5][6]

- In Khalifas Film Mia Khalifa's First Monster Cock Threesome wird auf den Film Bezug genommen.

- Der Titel des Filmes ist eine Anspielung auf den US-amerikanischen Film Guess Who’s Coming to Dinner aus dem Jahr 1967.[3]

- Mia Khalifa Is Cumming for Dinner gilt als der erste professionell produzierte Pornofilm, in dem ein Kopftuch eine Schlüsselrequisite ist. Viele Kritiker glaubten, dass der enorme Erfolg des Filmes eine neue Welle von Hidschāb-Pornofilmen auslösen werde.[7]

- In der Arabischen Welt und insbesondere im Libanon sorgte der Film für eine gesellschaftliche Diskussion über die Darstellung und das Verhältnis des Islams zur Pornografie.[8][9]